# Matías Arezo
Pour les articles homonymes, voir Arezzo (homonymie).
Matías Arezo, né le 21 novembre 2002 à Montevideo, est un footballeur international uruguayen qui évolue au poste d'avant-centre au CA Peñarol, en prêt du Grêmio FBPA.
Le joueur s'est fait connaître grâce à ses bonnes performances à River Plate mais aussi grâce au célèbre jeu Football Manager, où il était un des jeunes joueurs les plus en vue.

## Biographie

### En club
Issu de l'académie du River Plate Montevideo, Arezo fait ses débuts professionnels le 14 juillet 2019 lors d'un match nul 0-0 contre Progreso,. Il marque son premier but le 10 août 2019, lors d'une victoire 2-1 en championnat contre la Juventud.

### En sélection
Arezo est international uruguayen en équipes de jeunes, représentant notamment sa nation au championnat sud-américain des moins de 17 ans 2019,. Il marque cinq buts, dont un triplé contre l'Équateur au cours de ce tournoi, dont il termine deuxième meilleurs buteurs.